# Lambana palliola
Lambana palliola là một loài bướm đêm trong họ Noctuidae.